# Mammitum
Mami är en babylonisk skapargudinna. Hon kallas även Belet-ili, Mama, Mammitum och Nintu, och var troligen identisk med Belet Ili och Ninhursag. Hon beskrivs i det babyloniska eposet Atra-Hasis och i flera skaparmyter. 
När gudarna på Enkis förslag dödade en av sina egna för att av dess kvarlevor skapa människan, använde hon blodet från den döda guden och ursprunglig lera för att skapa de första fjorton fostergudarna, som i sin tur skapade de första mänskliga embryorna. 